# Chinook (Montana)
Chinook è una città degli Stati Uniti d'America situata in Montana, nella contea di Blaine.